# 丹尼爾·科勒爾
丹尼爾·科勒爾（Daniel Köllerer，1983年8月17日—）是一位奧地利職業網球運動員，2002年轉職業。

## 爭議
2002年轉戰職業後狀況百出，2009年法網首輪他怒摔外加咬壞了5支球拍。
辱罵對手和主審，也曾被幾十名選手聯名抵制，甚至因為稱對方猴子遭禁賽半年。
2011年6月1日，由於2009年10月至2010年7月期間涉嫌唆使聯合「同業」打假球，被終生禁賽，外加罰款10萬美元。

## 外部連結
- 丹尼爾·科勒爾（英文/西班牙文）的官方資料
- 丹尼爾·科勒爾的國際網球總會 職業／青少年 官方資料（英文）
- 丹尼爾·科勒爾的官方資料（英文）
- 奥地利男选手涉嫌操控赛果 遭网坛首例终身禁赛（页面存档备份，存于）